# No Shame (Future)
No Shame è un singolo del rapper statunitense Future, pubblicato il 2 maggio 2018 come unico estratto della colonna sonora del film Superfly. Il brano vede la partecipazione del rapper e produttore discografico canadese PartyNextDoor.

## Antefatti
L'11 aprile 2018 HipHop-N-More ha annunciato che alla fine del mese Future avrebbe pubblicato un singolo di nome No Shame come singolo principale di un progetto futuro. All'interno del brano ci sarebbe dovuta essere una strofa di Jesse Rutherford, cantante dei The Neighbourhood, ma non venne mai registrata poiché Future preferì comporre il brano con solamente due strofe.

## Video musicale
Il video musicale ufficiale della canzone è stato pubblicato il 4 giugno 2018 sul canale YouTube di Future.